# Gaio Vibio Pansa (triumviro monetale)
Gaio Vibio Pansa, in latino Gaius Vibius Pansa, (fl. I secolo a.C.), è stato un politico romano.

## Biografia
Fu triumvir monetalis nel 90 a. C..
La sua monetazione è particolarmente ricca. Anche le emissioni degli altri triumviri monetari dello stesso anno sono particolarmente ricche.
Come membro dei populares e sostenitore di Gaio Mario fu proscritto durante la dittature di Silla. Era il padre (probabilmente adottivo) del futuro console Gaio Vibio Pansa Caetroniano.
Di Pansa sono noti denari con sei tipi diversi. Un denario coniato a suo nome mostra al dritto la testa del dio Apollo, e al rovescio la dea Minerva su una quadriga. Ci sono note anche monete in bronzo assi, semissi e quadranti.